# Sphaerodactylus gilvitorques
Sphaerodactylus gilvitorques este o specie de șopârle din genul Sphaerodactylus, familia Gekkonidae, descrisă de Edward Drinker Cope în anul 1862. Conform Catalogue of Life specia Sphaerodactylus gilvitorques nu are subspecii cunoscute.

## Galerie

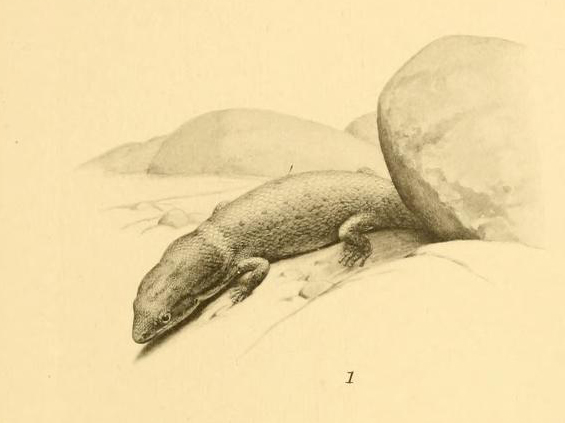
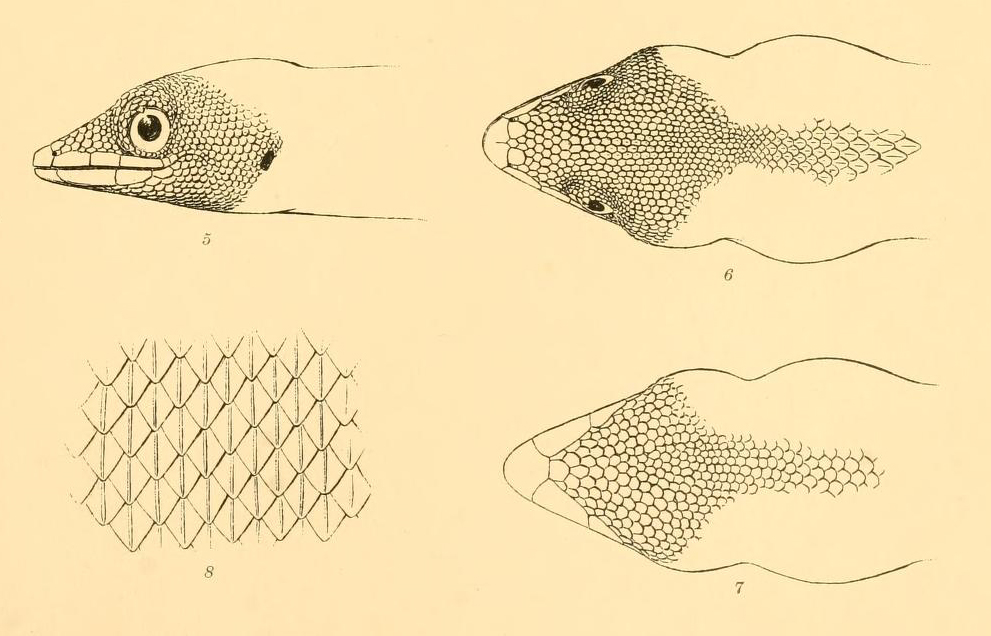